# آن ألكسندر (سفينة)
سفينة آن ألكسندر هي سفينة تحويت (صيد حيتان) من مدينة نيو بدفورد الأمريكية، اشتُهِرت بارتطامها بحوت عنبرٍ وغرقها في 20 أغسطس عام 1851، بعد نحو ثلاثين عاماً من حادث غرق سفينة الإسِّكس الشهير في نفس المنطقة وعلى يد حوتٍ شبيه.

## التاريخ الأولي
بدأت السفينة عملها برحلةٍ بقيادة الربان لومي سنو من روتشستر (نيويورك) إلى ليفورنو في شهر أكتوبر عام 1805، وذلك لحمل شحنةٍ من البضائع العامة، بالإضافة إلى شحنة خشب امتلكها سنو شخصياً. صادفت السفينة أسطولاً بريطانياً كان قد انتصر قبل بضعة أيام في معركة طرف الغار، وأبلغها الأسطول بأنَّ القبطان هوراشيو نيلسون توفي على متن سفينة فيكتوري، وأنَّهم كانوا يعملون على إصلاح السفينة وباقي سفن الأسطول التي تعرَّضت لأضرارٍ كبيرةٍ خلال المعركة، ولذلك قرَّر سنو بيع الأسطول بعضاً من المؤن والبضائع التي كانت تحملها آن ألكسندر، بينها الخشب والطحين والتفاح.
كانت لا تزال السفينة تحت قيادة لومي سنو عندما وقعت في أسر قراصنة إسبان، وذلك خلال رحلتها من ساينت آيفس (كورنوول) إلى ليفورنو. استبدل كل طاقم سنو ببحَّارة قراصنة، ما عداه هو وأحد مساعديه، واتَّجهت السفينة صوب إسبانيا. لكنَّها ما لبثت أن وقعت في اليوم التالي بأسر سفينة بريطانية، فاستبدلت هذه طاقم القراصنة بطاقمٍ من عندها، وحوَّلت اتجاه آن ألكسندر من جديدٍ نحو مستعمرة جبل طارق. لكن قبل وصولها بقليل، تعرَّضت السفينة لأسرٍ جديد، وذلك على يد قراصنةٍ إسبان آخرين أخذوها معهم إلى مدينة الجزائر. هذه المرة، كان قبطان الطاقم الذي سلَّمه القراصنة الإسبان السفينة بريطانياً، وما إن وصلت السفينة ميناء الجزائر حتى أبلغ سنو عن القبطان البريطاني، فقُبِضَ عليه، دون معرفة أنَّ مختطفيها بالأصل كانوا من الإسبان. وسمحت السلطات الجزائرية لسنو باستعادة سفينته، واستئناف الرحلة إلى ليفورنو.

## الغرق
تركت سفينة آن ألكسندر - تحت قيادة القبطان جون ديبولس - مدينة نيو بدفورد في الأول من يونيو عام 1850، متجهة نحو مناطق صيد الحيتان في المحيط الأطلسي. وبعد حمل نحو 500 برميل من النفط، التفَّت السفينة حول رأس كيب هورن في شهر يناير عام 1851، وتزوَّدت بالمؤن من تشيلي، ثم تركت بحَّاراً من طاقمها في بيرو، متوجِّهة غرباً في شهر أغسطس إلى منطقة صيد حيتانٍ غنية في أوقيانوسيا، تقع على مسافة 3,000 إلى 4,500 كيلومترٍ عن شواطئ أمريكا الجنوبية. استأنفت السفنية الصيد بعد وصولها دائرة عرض 5 درجاتٍ و50 دقيقة قوسية جنوباً، وخط طول 120 درجة غرباً.
في 20 أغسطس، أنزلت السفينة زورقي تحويتٍ لصيد حوت، وتمكَّن أحدهما من إصابته برمح، إلا أنَّ الحوت استدار على الفور نحو الزورق فاغراً فكَّيه، فاصطدم به ودمَّره. وتوجَّه الزورق الثاني إلى موقع الحطام، حيث تمكن من إنقاذ الرجال الستة. جاء زورقٌ جديدٌ لتوزيع الحمولة، فتوزَّع الرجال على الزورقين، وقرَّروا استئناف الهجوم على الحوت، وعندما رأى الحوت الزوارق تعود هاجمها مجدداً، فدمَّر زورقاً آخر. تمكَّن الزورق المتبقّي من إنقاذ الرجال مجدداً، وبدأ بحملهم عائداً صوبَ آن ألكسندر، ومرَّ خلال ذلك الحوت المستثار بقوَّة بجانب الزورق، إلا أنَّه لم يهاجمه.
عقبَ ذلك، قرر القبطان ديبولس أن يصطاد الحوت باستعمال السفينة الآمنة، فأُطلِقَ رمحٌ انغرس في رأسه، وغطس الحوت تحت الماء، حيث اختفى. وكانت الشمس قد شارفت على المغيب عند هذه المرحلة، فقرَّر ديبولس إيقاف المطاردة. بعد لحظاتٍ عاد الحوت، وحوَّل اتجاهه نحو السفينة سابحاً بسرعة 15 عقدة (أكثر من 30 كيلومتراً في الساعة)، التي كانت بالمقابل تسير بسرعة خمس عقدٍ فقط. لم تستطع السفينة تجنُّب الاصطدام، فارتطم بها الحوت بقوة، وترك حفرةً هائلةً في جسمها، ومثل معظم السفن آنذاك، كانت آن ألكسندر تحمل عدداً كبيراً من تماسيح الحديد لموازنة جسمها، ولذلك أمر ديبولس على الفور بقطع المراسي وإلقاء الحديد الثقيل، في محاولةٍ يائسةٍ لإنقاذ سفينته. لم يستطع الطاقم الإلقاء سوى بمرساةٍ وسلسلة واحدة، فيما كانت السفينة تغرق بسرعة، فاتجه ديبولس صوب القمرة، وأخذ منها آلة السدس والكرونوميتر البحري والخريطة. فشلت جميع المحاولات، وغمر الماء كامل السفينة، واضطرَّ الطاقم المؤلَّف من 22 رجلاً إلى المغادرة، وكان آخر من غادر السفينة هو القبطان ديبولس.

## موبي دك
بعد شهورٍ قليلةٍ من حادثة غرق سفينة آن ألكسندر، نشر الروائي الأمريكي هرمان ملفيل في 18 أكتوبر عام 1851 قصَّته الشهيرة موبي دك في لندن، ثم في 14 نوفمبر عام 1851 بنيويورك، مستلهماً فكرتها من حادثة غرق سفينة الإسكس. وعلَّق بعد سماعه بقصة سفينة آن ألكسندر على ما حدث: «يا إلهي! يا له من مُعلِّقٍ حوت آن ألكسندر هذا. ما قاله كان مختصراً وقوياً وبليغاً جداً جداً. أتساءل ما إذا كان فنّي الشرير قد تسبَّب بإيقاظ هذا الوحش».